# Stor-Mettjärnen
Stor-Mettjärnen är en sjö i Malå kommun i Lappland och ingår i Skellefteälvens huvudavrinningsområde.